# 巴黎-里昂-地中海铁路
巴黎-里昂-地中海铁路公司（法語：Compagnie des chemins de fer de Paris à Lyon et à la Méditerranée，發音：[kɔ̃paɲi de ʃəmɛ̃ də fɛʁ də paʁi a ljɔ̃ e a la meditɛʁane]，通常缩写为PLM）是法国曾经的一个铁路公司。
公司于1858年至1862年间由先前的巴黎-里昂铁路公司和里昂-地中海铁路公司合并而成，接着合并了一系列小铁路公司。PLM主要运行法国东南部的铁路线，并拥有自蔚藍海岸通向巴黎，途经第戎、里昂、和马赛的主线。该公司在阿尔及利亚亦经营铁路业务。
PLM同海报艺术家罗歇·布罗代尔签约，并赞助他前往蔚藍海岸和法国境内阿尔卑斯山旅行，以便他熟悉作品中表达的内容。罗杰·布罗德斯为PLM创作的石版画迄今仍然可以商业使用。而PLM签约的这些绘图员中的一些后来成名，包括阿尔弗雷德·格雷万.
该公司于1938被并入法国国家铁路。PLM的线路就此作为法国国家铁路网的东南部分。